# Geelbuikpiha
De geelbuikpiha (Snowornis cryptolophus) is een zangvogel uit de familie Cotingidae (cotinga's).

## Verspreiding en leefgebied
Deze soort komt voor van Colombia tot Peru en telt twee ondersoorten:
- S. c. mindoensis: zuidwestelijk Colombia en noordwestelijk Ecuador.
- S. c. cryptolophus: van zuidelijk Colombia tot centraal Peru.

## Status
De grootte van de populatie is niet gekwantificeerd maar de soort wordt omschreven als schaars. Op de Rode lijst van de IUCN heeft deze soort de status niet bedreigd.